# Dyffryn Ogwen

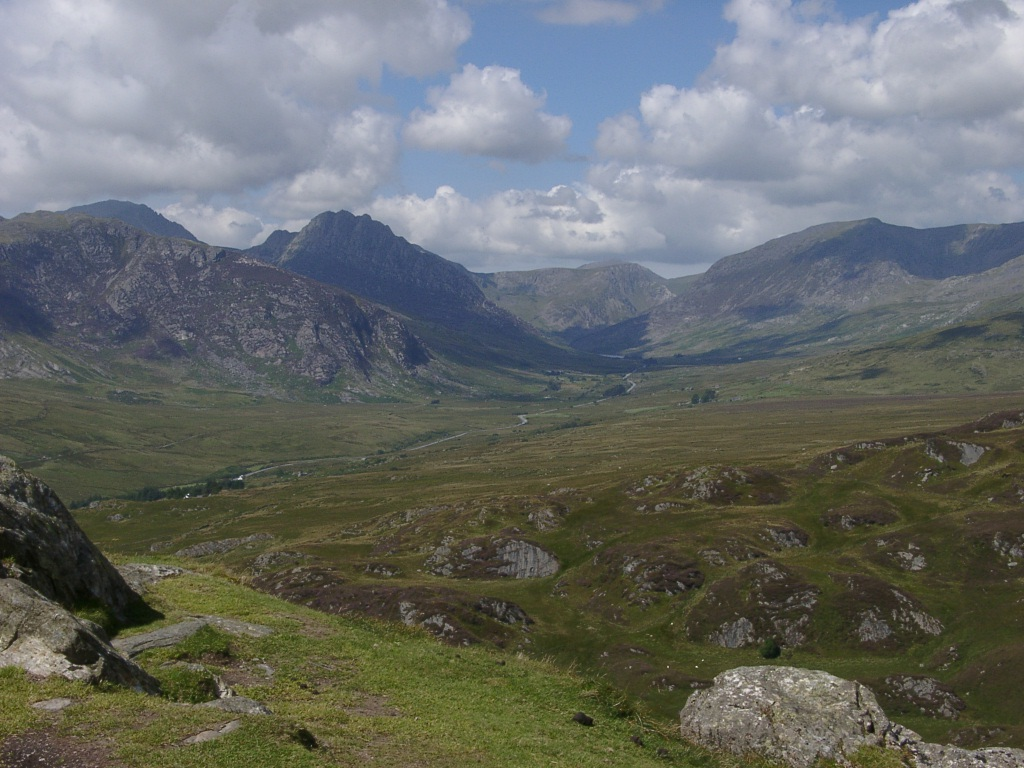
Blick nach Westen auf das Ogwen Valley von Crimpiau aus. Tryfan und Glyderau linkerhand, der Carneddau rechts.

Dyffryn Ogwen (auch: Ogwen Valley, walisisch [ˌɗəfrɪnˈoɡwen]) ist ein Tal im Gebiet der walisischen counties Gwynedd und Conwy.

## Geographie
Das Tal liegt im Süden von Bangor und erstreckt sich von Capel Curig im Anschluss an das Tal des River Llugwy. Es wird südlich durch das Massiv des Glyderau begrenzt, während nach Norden das Carneddau Massiv angrenzt. Der Fluss Ogwen (Afon Ogwen) entsteht im Llyn Ogwen einem See, der von vielen Bächen und Flüssen gespeist wird. Die Hauptzuflüsse sind Nant Gwern y Gof, Afon Denau, Nant Bochlwyd und Afon Lloer. Direkt nach dem Abfluss des Llyn Ogwen strömt dem Ogwen noch der Afon Idwal zu, der etwas weiter südlich im Llyn Idwal, unterhalb des Glyder Fawr, entspringt. Von dort fällt der Fluss durch die Ogwen Falls (Rhaeadr Ogwen) und fließt im Nant Ffrancon-Tal weiter. Das Tal ist Teil des Snowdonia-Nationalparks. Die höchsten Gipfel in der Nähe sind: Tryfan (918 m) und Glyder Fawr (1001 m) im Süden, sowie Pen Yr Ole Wen (978 m) und Carnedd Dafydd (1044 m) im Norden. Der obere Talabschnitt, östlich des Llyn Ogwen gehört zu Conwy.

## Wirtschaft
Das Tal war Abhängig von der Schiefer-Schindel-Herstellung und litt dementsprechend unter dem Niedergang dieses Handwerkszweiges in den seit den 1960ern. Der einzige verbliebene Wirtschaftszweig ist die Schafzucht. Arbeitslosigkeit liegt bei 20 %.

## Freizeitmöglichkeiten
Das Ogwen Valley ist beliebt als Ziel für Wanderer, Kletterer und Rucksacktouristen. Aufgrund gelegentlicher Bergunfälle wurde die Ogwen Valley Mountain Rescue Organisation gegründet. Diese Hilfsorganisation wurde durch Ron James vom Ogwen Cottage ins Leben gerufen.
Clwb Rygbi Bethesda (Bethesda Rugby Club) ist der einzige Verein vor Ort. Alle Jungen aus dem Tal spielen Rugby.

## Bevölkerung
Im nördlichen Teil des Tals liegt das Dort Bethesda, das bekannt ist für seinen Schieferbruch. Ursprünglich gehörte dieser dem Lord Douglas Penrhyn, daher der Name The Penrhyn quarry. Weitere kleinere Dörfer sind Tregarth, Mynydd Llandygai und Rachub. Zu seinen Hochzeiten am Anfang des 20. Jahrhunderts lebten mehr als 20.000 Menschen im Tal. Heute sind es nur noch ca. 6.500. Drei Viertel der Bevölkerung spricht Walisisch. Laut dem Welsh Index of Multiple Deprivation gehören alle Bezirke des Tales zu den ärmsten 10 % in Wales, einer davon gehört sogar zu den ärmsten 3 %.
Die Einwohner des Ogwen-Tales werden oft als „Howgets“ verspottet, weil sie wenig Bildung besitzen und wenig English sprechen. Ysgol Dyffryn Ogwen ist die einzige weiterführende Schule im Tal.